# Albert Van Damme
Albert Van Damme (Laarne, 1 de diciembre de 1940) fue un ciclista belga. Destacó en la modalidad de ciclocrós siendo campeón mundial élite en 1974. 

## Palmarés

### Ciclocrós
| 1962 - 2.º en el Campeonato de Bélgica de Ciclocrós 1963 - Campeonato de Bélgica de Ciclocrós 1964 - 3.º en el Campeonato de Bélgica de Ciclocrós 1965 - Campeonato de Bélgica de Ciclocrós 1966 - Campeonato de Bélgica de Ciclocrós 1968 - Campeonato de Bélgica de Ciclocrós 1970 - Campeonato de Bélgica de Ciclocrós - 2.º en el Campeonato Mundial de Ciclocrós | 1971 - 2.º en el Campeonato de Bélgica de Ciclocrós - 2.º en el Campeonato Mundial de Ciclocrós 1972 - 2.º en el Campeonato de Bélgica de Ciclocrós 1973 - Campeonato de Bélgica de Ciclocrós 1974 - 2.º en el Campeonato de Bélgica de Ciclocrós - Campeonato Mundial de Ciclocrós 1976 - 2.º en el Campeonato de Bélgica de Ciclocrós 1977 - 2.º en el Campeonato de Bélgica de Ciclocrós |